# Diopatra gigova
Diopatra gigova är en ringmaskart som beskrevs av Paxton 1993. Diopatra gigova ingår i släktet Diopatra och familjen Onuphidae. Inga underarter finns listade i Catalogue of Life.